# Корвин (Охајо)
Корвин (енгл. Corwin) град је у америчкој савезној држави Охајо.

## Демографија
По попису из 2010. године број становника је 421, што је 165 (64,5%) становника више него 2000. године.
| Група             | 2000.       | 2010.       |
| Белци             | 255 (99,6%) | 413 (98,1%) |
| Афроамериканци    | 0 (0,0%)    | 0 (0,0%)    |
| Азијати           | 1 (0,4%)    | 0 (0,0%)    |
| Хиспаноамериканци | 0 (0,0%)    | 8 (1,9%)    |
| Укупно            | 256         | 421         |